# Vartsikhe

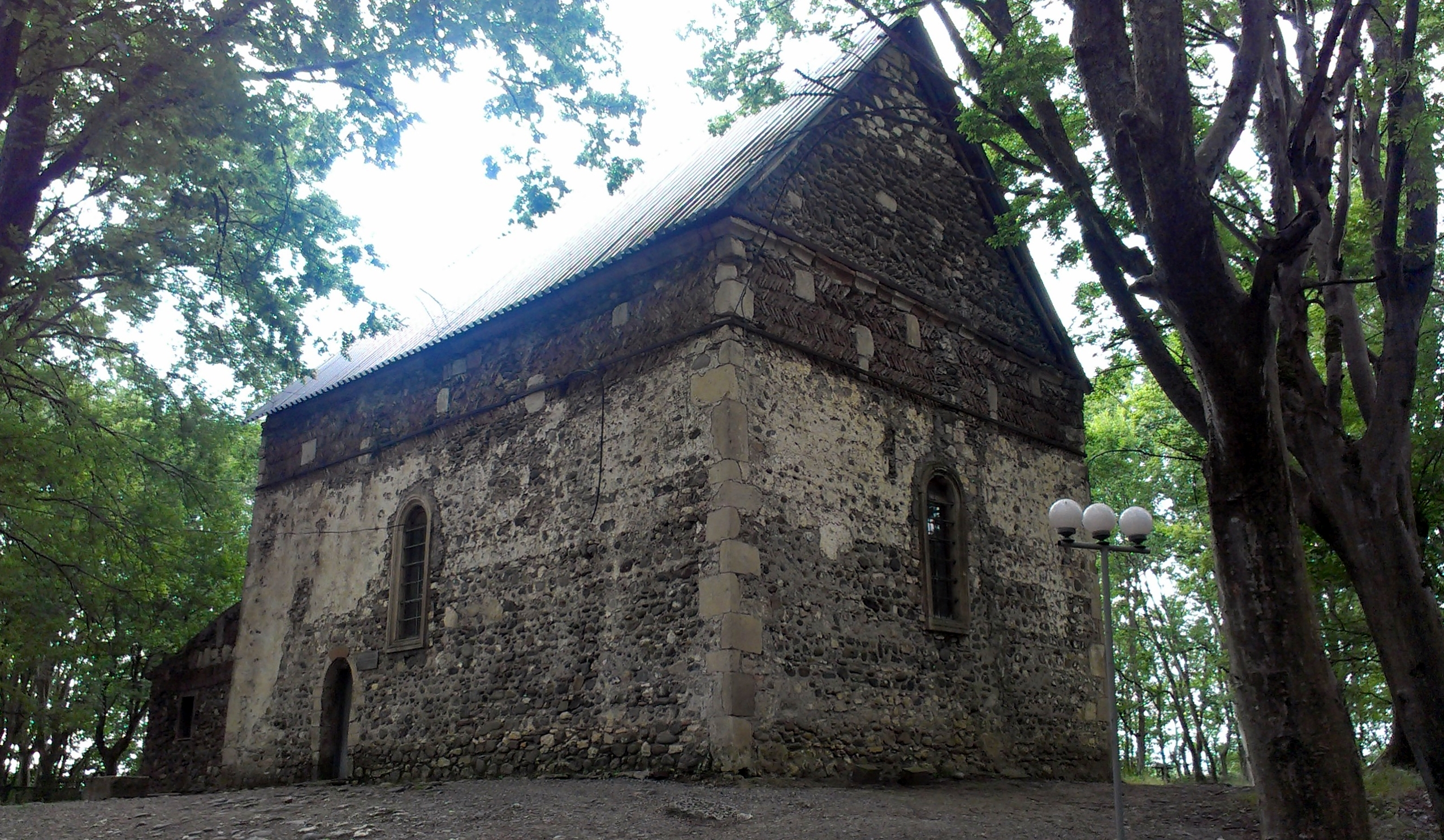

Vartsikhe (em georgiano:  ვარციხე) é uma cidade no distrito de Bagdati, na região de Imerícia, na Geórgia. Ele está localizada na parte ocidental do país, nas planícies de Imerícia, na confluência dos rios Rioni e Khanitskali, a cerca de 17 km a noroeste da cidade de Bagdá. Sua população a partir do censo de 2014 era de 1.559 habitantes. 
Vartsikhe, anteriormente Vardtsikhe, é a Rodópolis dos autores romanos orientais da antiguidade tardia. Rodópolis foi uma das principais cidades de Lázica, disputada entre os impérios de Roma Oriental e Sassanida no século VI. Do final do século XV ao início do século XIX, funcionou como um dos castelos dos reis da Imerícia.

## História

### Rodópolis
Vartsikhe serviu como um assentamento fortificado no século IV, como sugerido pelas evidências arqueológicas. O nome georgiano da aldeia, que significa literalmente "Forte da Rosa", reproduz o nome grego Rodópolis, "Cidade da Rosa", registrado por autores romanos do século VI, como Proesus de Cesaréia e Agatías.

### História moderna
A história registrada de Vardtsikhe é escassa até o século 17, quando o lugar reaparece como um castelo de propriedade dos reis de Imerícia, que tinha uma residência de verão lá e gostava de caçar na floresta Ajameti nas proximidades. Foi restaurado sob o reinado de Alexandre V de Imericia (r. 1720-1752). O castelo foi danificado durante as operações Rússia-Imerícia dirigidas pelo conde Totleben contra o Império Otomano em 1771. Quando um conflito entre a Rússia e Imericia começou em 1809, o rei Salomão II deixou a capital, Kutaisi, e ele entrincheirou-se em Vardtsikhe. Em uma guerra posterior, o castelo foi capturado por tropas russas em 6 de março de 1810. Imerícia foi finalmente anexada pela Rússia naquele ano e o Castelo de Vardtsikhe, já danificado na luta, caiu em desuso. No início dos anos 1900, uma família de empresários de Kutaisi, o Ananov, que possuía uma fazenda em Vardtsikhe, construiu uma vinícola na vila e engarrafou um conhaque local, que ainda é produzido. A mansão Ananov, construída em 1860, abrigava um jardim de infância na era soviética e funcionava como um hotel.
O castelo em ruínas de Vartsikhe é considerado um monumento de importância nacional. Foi estudado arqueologicamente sob a direção de V. Japaridze na década de 1970. As fortificações no solo remontam ao período do Reino de Imerícia, enquanto as paredes que datam do quarto ao sexto século estão enterradas no subsolo. O material arqueológico descoberto em Vartsikhe inclui cerâmica, vidro e itens de ferro.

## População
Até à data do recenseamento nacional de 2014, Vartsikhe teve uma população de 1.559 habitantes. A maioria deles (99%) da etnia georgiana.
| População | Censo de 2002 | Censo de 2014 |
| --------- | ------------- | ------------- |
| Total     | 1942          | 1,559         |